# James Conant (filozof)
James Ferguson Conant (ur. 10 czerwca 1958 r. w Kioto) – amerykański filozof, zajmujący się szczególnie filozofią analityczną, Immanuelem Kantem, Sørenem Kierkegaardem oraz problematyką etyczną. Profesor Uniwersytetu Chicagowskiego; jest wnukiem byłego rektora Uniwersytetu Harvarda, Jamesa B. Conanta. 
James Conant jest, obok Cory Diamond, jednym z głównych przedstawicieli tzw. New Wittgenstein ("nowego Wittgensteina"), to znaczy nowej interpretacji filozofii Ludwiga Wittgensteina, proponującej nowe rozważenie, m.in., problemu "nonsensu". Znany jest także ze współpracy ze Stanleyem Cavellem.

## Wybrana bibliografia
- "Kierkegaard, Wittgenstein and nonsense", in Pursuits of Reason, éd. T. Cohen, Lubbock, Texas UP, 1993, pp. 195–224
- "Elucidation and nonsense in Frege and early Wittgenstein", in The New Wittgenstein, pp. 174–217
- Alice Crary et Rupert Read (éd.) : The New Wittgenstein, Londres, Routledge, 2000